# Eduard Bagdasarjan
Eduard Bagdasarjan (arm. Էդուարդ Բաղդասարյան; Erevan, 14. studenog 1922. - Erevan, 5. studenog 1987.) bio je armenski skladatelj.
Srednju školu završio je 1940. u Tbilisiju u Gruziji. Tamo 1941. upisuje Državni konzervatorij. U Erevan se preselio 1946., gdje nastavlja obrazovanje na tamošnjem Državnom konzervatoriju Komitas. Diplomirao je 1950. klavir sa Sarajevim i kompoziciju s Jegiazarjanom. Diplomski rad odrađivao je u Moskovskom domu kulture između 1951. i 1953. Uskoro se upisao na Fakultet skladbe Glazbene škole Romanosa Melikjana, a kasnije je podučavao na Državnom konzervatoriju Komitas. Imenovan je narodnim umjetnikom Armenske Socijalističke Republike 1963.
Među njegovim radovima ističu se simfonijska pjesma (1950.), sonata za klarinet i klavir (1952.), uvertira (1953., za simfonijski orkestar), rapsodija za violinu i orkestar (1958.), 24 uvoda za klavir, Šahmat (armenski za šah; 1960., balet), Piano concerto, romanse, zborski radovi, scenska glazba i filmska glazba. Napisao je i glazbu za film Tžvžik (1962.) koji spada u klasiku armenske filmske povijesti.